# Didymodon subniger
Didymodon subniger là một loài rêu trong họ Pottiaceae. Loài này được (Mitt.) Paris mô tả khoa học đầu tiên năm 1904.